# 国府停留場
国府停留場（こくぶていりゅうじょう）は、熊本県熊本市中央区水前寺公園、国府一丁目にある熊本市交通局（熊本市電）の電停。停留所番号は17。A系統・B系統が停車する。

## 利用可能な路線
熊本市交通局
- 水前寺線 - ■A系統・■B系統

## 歴史

### 年表
- 1929年（昭和4年）9月3日：開業（当時は国分駅であったようだが、詳細は不明）。
- 1943年（昭和18年）12月28日：廃止。
- 時期不明：再開。

### 停留場名の由来
周辺の地名にちなむ。肥後国府がこの地域に一時期置かれていたことに由来する。

## 停留場構造
相対式2面2線である。横断歩道を渡ってアクセスする。
| のりば | 路線           | 方向 | 行先                                                 |
| ------ | -------------- | ---- | ---------------------------------------------------- |
| 西側   | ■A系統         | 上り | 新水前寺駅前・通町筋・辛島町・熊本駅前・田崎橋方面   |
| 西側   | ■B系統         | 上り | 新水前寺駅前・通町筋・辛島町・本妙寺入口・上熊本方面 |
| 東側   | ■A系統・■B系統 | 下り | 水前寺公園・動植物園入口・健軍町方面                 |

## 利用状況
| 1日乗降人員推移 | 1日乗降人員推移 |
| 年度            | 1日平均人数     |
| --------------- | --------------- |
| 2011年          | 747             |
| 2012年          | 693             |
| 2013年          | 712             |
| 2014年          | 776             |
| 2015年          | 909             |

## 停留場周辺
路面電車の走る熊本県道28号熊本高森線（通称：電車通り）沿いには金融機関や商業施設が点在する。電車通りから入ると住宅街となっている。熊本国府高等学校の最寄り駅である。
- 熊本国府高等学校
- 肥後銀行 水前寺支店
- 熊本銀行 水前寺支店
- 熊本第一信用金庫 水前寺支店
- 熊本水前寺公園郵便局
- 熊本市水前寺競技場・熊本市水前寺野球場
- 熊本競輪場
- 後藤是山記念館
- 九州記念病院
- 水前寺共済会館グレーシア
- 天理教熊本教務支庁
- グロースンドリーム本社
- 水前寺コンフォートホテル（コンフォートホテルとは無関係）

## バス路線
- 国府
  - 産交バス - 東4・5・7・8、県14～18・20・21・24・25、西4・6・7・10・12、野3・6、川1・11、京4系統及び桜町BT・熊本駅・西部車庫行き
  - 電鉄バス - 県33～35系統、北1・5・9系統（いずれも本数少。平日朝夕の通勤時間帯のみの運行で桜町BT方面には停車しない）
  - 熊本バス - 東2・9・11、県26～28、川1系統
  - 熊本都市バス - 東1、県1～3・5～7・11・12、東3、西1、駅3、南1、上1、京1系統

## 隣の停留場
熊本市交通局
■A系統・■B系統（水前寺線）
新水前寺駅前電停 (16) - 国府電停 (17) - 水前寺公園電停 (18)